# Fernando Torres y Portugal

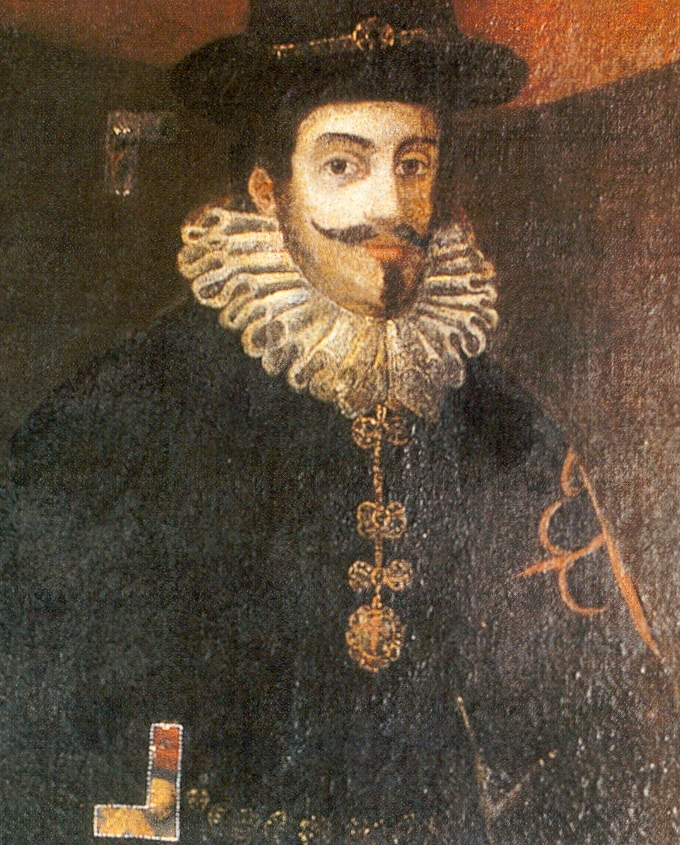
Fernando Torres de Portugal, Vizekönig von Peru (1584–89)

Fernando Torres y Portugal, Graf von Villardompardo (* in Jaén, Spanien; † nach 1589) war ein spanischer Politiker, der in den Jahren 1585 bis 1589 als Vizekönig von Peru amtierte.

## Leben
Torres entstammte dem spanischen Adel und wurde von König Philipp II. im Jahr 1584 zum Vizekönig von Peru berufen. Im Folgejahr trat er sein Amt an. In seine Amtszeit fiel das schwere Erdbeben von 1586, welches große Zerstörungen anrichtete.
Er ließ den Hafen von Callao befestigen und erneuerte die Ausstattung der spanischen Flotte in Peru. Trotz dieser Maßnahmen litt die Kolonie zu dieser Zeit unter den Raubzügen des englischen Korsaren Thomas Cavendish.
Sein Palast in der andalusischen Stadt Jaén steht zufällig exakt über den Arabischen Bädern.